# Marianna (Arkansas)
Marianna es una ciudad ubicada en el condado de Lee en el estado estadounidense de Arkansas. En el Censo de 2010 tenía una población de 4115 habitantes y una densidad poblacional de 442,44 personas por km².

## Geografía
Marianna se encuentra ubicada en las coordenadas 34°46′25″N 90°46′3″O / 34.77361, -90.76750. Según la Oficina del Censo de los Estados Unidos, Marianna tiene una superficie total de 9.3 km², de la cual 9.3 km² corresponden a tierra firme y (0%) 0 km² es agua.

## Demografía
Según el censo de 2010, había 4115 personas residiendo en Marianna. La densidad de población era de 442,44 hab./km². De los 4115 habitantes, Marianna estaba compuesto por el 20.87% blancos, el 76.65% eran afroamericanos, el 0.19% eran amerindios, el 0.78% eran asiáticos, el 0% eran isleños del Pacífico, el 0.19% eran de otras razas y el 1.31% pertenecían a dos o más razas. Del total de la población el 0.7% eran hispanos o latinos de cualquier raza.